# Gottfried Adam
Gottfried Adam (* 1. Dezember 1939 in Treysa) ist ein deutscher evangelischer Theologe und Lehrstuhlinhaber.

## Leben
Gottfried Adam wurde 1939 als Sohn von Anna Minna Adam und des Pfarrers Johannes Adam geboren. Nach dem Abitur 1958 an der Melanchthon-Schule Steinatal, dem 1. Theologischen Examen an der Universität Bonn 1965, der Verehelichung mit der promovierten Heidemarie Mahler im selben Jahr, der 1968 erfolgten Promotion zum Dr. theol. im Fach der Systematischen Theologie an der Universität Bonn und dem 2. Theologischen Examen 1969 habilitierte er sich 1975 für das Fach Praktische Theologie an der Universität Marburg. In Marburg war ab 1968 Wissenschaftlicher Assistent der Universität und wurde er 1976 Dozent für Praktische Theologie. 1978/1979 vertrat er den Lehrstuhl für Praktische Theologie an der Universität Göttingen. Im Jahr 1980 lehrte er als Professor für Praktische Theologie an der Universität Marburg. 1981 wurde er auf dem Lehrstuhl für Evangelische Theologie mit Schwerpunkt Religionspädagogik und Didaktik des Religionsunterrichts an der Universität Würzburg berufen. Zu dieser Zeit wohnte er in Gerbrunn. In Würzburg war er ab 1981 auch stellvertretender Direktor des Rudolf-Alexander Schroeder-Hauses. Von 1992 bis zu seiner Emeritierung 2008 war er ordentlicher Universitätsprofessor für Religionspädagogik an der Evangelisch-Theologischen Fakultät der Universität Wien. Von 1999 bis 2006 war er Dekan dieser Fakultät. Gottfried Adam hat drei Kinder (Christoph, Martin und Matthias).

## Schriften (Auswahl)
- Der Streit um die Prädestination im ausgehenden 16. Jahrhundert. 1970.
- mit Otto Kaiser und Werner Georg Kümmel: Einführung in die exegetischen Methoden. 1963; München 1975, ISBN 3-290-12062-7; 6. Auflage 1979.
- Der Unterricht der Kirche. Studien zur Konfirmandenarbeit. 1980; 2. Auflage 1981; weitere Auflage: Göttingen 1984, ISBN 3-525-87360-3.
- mit Renate Rogall-Adam: Small Talk an der Kirchentür. Eine Anleitung zur Kommunikation in der Gemeinde. Göttingen 2011, ISBN 3-525-58026-6.
- Biblische Geschichten kommunizieren. Studien zu Kinderbibeln, Daumen-Bibeln und Bibelfliesen. Münster 2013, ISBN 978-3-943410-04-4.